# Frédéric Krauskopf
Frédéric Krauskopf (* 23. Oktober 1975 in Freiburg im Üechtland) ist ein Schweizer Rechtswissenschaftler.

## Leben
Er studierte an der Universität Fribourg (lic. iur. 2000, Dr. iur. 2003); Harvard Law School (LL.M. 2005); Universität Luzern (Venia Legendi 2012). Seit 2012 ist er Ordinarius für Privatrecht an der Universität Bern.
Sein Forschungsschwerpunkt ist das Obligationenrecht, insbesondere bei den allgemeinen Lehren, im Vertrags- und im Haftpflichtrecht.

## Schriften (Auswahl)
- mit Ariane Ayer und Benoît Revaz: Das Umweltschutzrecht in der Schweiz. Gesetz, Verordnungen und Rechtsprechung. Freiburg im Üechtland 2001, ISBN 3-7278-1333-4.
- Die Schuldanerkennung im schweizerischen Obligationenrecht. Freiburg im Üechtland 2003, ISBN 3-7278-1438-1.
- mit Thomas Koller und Ivo Schwander: Bundesgerichtsentscheide zum Allgemeinen Teil des OR und zum Kaufrecht. Zürich 2015, ISBN 3-03751-758-1.
- Art. 143-150 OR. Obligationenrecht. Die Solidarität. Zürich 2016, ISBN 3-7255-7421-9.